# Moritz Jenz
Moritz Jenz (Berlín, 30 de abril de 1999) es un futbolista alemán que juega como defensa en el VfL Wolfsburgo de la 1. Bundesliga.

## Trayectoria

### Inicios
Se incorporó al Fulham F. C. en julio de 2015 tras ser ojeado jugando en el Tennis Borussia Berlín. 

### Lausanne-Sport
El 25 de agosto de 2020 se incorporó al F. C. Lausanne-Sport. Al mes siguiente debutó como profesional, entrando como suplente de última hora en la victoria por 2-1 contra el Servette F. C.

### F. C. Lorient
El 30 de agosto de 2021 firmó un contrato de cinco años con el F. C. Lorient.

#### Préstamos
El 19 de julio de 2022 se incorporó al Celtic F. C. en calidad de cedido por una temporada, y el club tenía la opción de hacerlo permanente. Al mes siguiente marcó en su debut en la liga contra el Ross County F. C. Se canceló la cesión en enero para acabar la campaña en el F. C. Schalke 04.

### VfL Wolfsburgo
Después de esos cinco meses cedido en Alemania, se quedó en el país tras fichar por el VfL Wolfsburgo y firmar hasta 2027.

## Estadísticas

### Clubes
Actualizado al último partido disputado el 30 de octubre de 2024.
| Club                        | Div.          | Temporada     | Liga  | Liga  | Copas nacionales | Copas nacionales | Copas internacionales | Copas internacionales | Total | Total |
| Club                        | Div.          | Temporada     | Part. | Goles | Part.            | Goles            | Part.                 | Goles                 | Part. | Goles |
| --------------------------- | ------------- | ------------- | ----- | ----- | ---------------- | ---------------- | --------------------- | --------------------- | ----- | ----- |
| F. C. Lausana-Sport · Suiza | 1.ª           | 2020-21       | 30    | 1     | 1                | 0                | —                     | —                     | 31    | 1     |
| F. C. Lausana-Sport · Suiza | 1.ª           | 2021-22       | 2     | 0     | 0                | 0                | —                     | —                     | 2     | 0     |
| F. C. Lausana-Sport · Suiza | Total club    | Total club    | 32    | 1     | 1                | 0                | 0                     | 0                     | 33    | 1     |
| F. C. Lorient Francia       | 1.ª           | 2021-22       | 17    | 1     | 1                | 0                | —                     | —                     | 18    | 1     |
| F. C. Lorient Francia       | Total club    | Total club    | 17    | 1     | 1                | 0                | 0                     | 0                     | 18    | 1     |
| Celtic F. C. Escocia        | 1.ª           | 2022-23       | 11    | 2     | 2                | 0                | 6                     | 0                     | 19    | 2     |
| Celtic F. C. Escocia        | Total club    | Total club    | 11    | 2     | 2                | 0                | 6                     | 0                     | 19    | 2     |
| F. C. Schalke 04 · Alemania | 1.ª           | 2022-23       | 11    | 0     | —                | —                | —                     | —                     | 11    | 0     |
| F. C. Schalke 04 · Alemania | Total club    | Total club    | 11    | 0     | 0                | 0                | 0                     | 0                     | 11    | 0     |
| VfL Wolfsburgo · Alemania   | 1.ª           | 2023-24       | 22    | 0     | 1                | 0                | —                     | —                     | 23    | 0     |
| VfL Wolfsburgo · Alemania   | Total club    | Total club    | 22    | 0     | 1                | 0                | 0                     | 0                     | 23    | 0     |
| 1. FSV Mainz 05 · Alemania  | 1.ª           | 2024-25       | 6     | 0     | 1                | 0                | —                     | —                     | 7     | 0     |
| 1. FSV Mainz 05 · Alemania  | Total club    | Total club    | 6     | 0     | 1                | 0                | 0                     | 0                     | 7     | 0     |
| Total carrera               | Total carrera | Total carrera | 99    | 4     | 6                | 0                | 6                     | 0                     | 111   | 4     |